# Tadjourah (Libye)
Pour les articles homonymes, voir Tadjourah.
Tadjourah (arabe : تاجوراء), parfois aussi orthographiée Tajoura, est une ville libyenne dans le district de Tripoli. Située à 14 km de Tripoli, elle est bordée par la Méditerranée.

## Histoire

### Première Guerre civile libyenne
Durant la révolte libyenne de 2011, Tajoura apparait comme une poche de la résistance anti-Kadhafi, au moins 17 personnes tuées par les milices pro-Kadhafi  - certains témoins parlant même de massacres.

## Centre de Recherche Nucléaire de Tadjourah
Cette ville était le centre du programme nucléaire libyen, car elle abritait un réacteur nucléaire de 10 mégawatts, construit par l'URSS, mis en service en 1981.